# Проминь (Баштанский район)
Про́минь (укр. Промінь; прежние названия: Черво́ный Про́минь (до 2016 года), ранее Мо́лотово, Калининфе́льд) — село в Снигирёвском районе Николаевской области Украины.

## История
Основано в качестве еврейской земледельческой колонии в 1925 году.

## Население
Население по переписи 2001 года составляло 553 человек.